# 野邊寛太郎
野邊 寛太郎（のべ かんたろう、1954年1月4日 - ）は、日本の弁護士。元検事。第一東京弁護士会所属。野邊寛太郎法律事務所所長。東京北ロータリークラブ会員。